# Systomus compressiformis
Systomus compressiformis е вид лъчеперка от семейство Шаранови (Cyprinidae). Видът е критично застрашен от изчезване.